# Viktor von Randow

Viktor von Randow

Viktor Georg Friedrich Konrad von Randow (* 7. September 1856 in Stronn, Landkreis Oels, Provinz Schlesien; † 26. Oktober 1939 in Radolfzell) war ein preußischer Generalleutnant.

## Leben

### Herkunft
Viktor entstammte dem Adelsgeschlecht von Randow. Er war der Sohn des preußischen Majors Georg Friedrich Eugen von Randow (1815–1885) und dessen Ehefrau Anna, geborene Gräfin von Kospoth (1819–1868).

### Militärkarriere
Nach dem Besuch der Kadettenanstalten Oranienstein und Berlin wurde Randow am 23. April 1874 als charakterisierter Portepeefähnrich dem 4. Pommerschen Infanterie-Regiment Nr. 21 der Preußischen Armee überwiesen. Am 12. Dezember 1874 erhielt er das Patent zu seinem Dienstgrad und avancierte am 12. Oktober 1875 zum Sekondeleutnant. Als solcher folgte Ende April 1878 seine Versetzung in das 3. Badische Infanterie-Regiment Nr. 111. Von 1880 bis 1882 war Randow Adjutant des Bezirkskommandos Karlsruhe. 1885 zum Premierleutnant befördert, kam er dann 1889 als Adjutant zur 57. Infanterie-Brigade nach Freiburg, bevor er im Jahr darauf zum Hauptmann befördert und als Kompaniechef in das 1. Schlesische Grenadier-Regiment Nr. 10 versetzt wurde. Von 1896 bis 1899 diente Randow als Adjutant beim Generalkommando des III. Armee-Korps und wurde anschließend als Major Bataillonskommandeur im Leibgarde-Infanterie-Regiment (1. Großherzoglich Hessisches) Nr. 115. 1904 kam er als Oberstleutnant in den Stab des 7. Thüringischen Infanterie-Regiments Nr. 96 und kommandierte von 1906 bis 1910 als Oberst das 8. Badische Infanterie-Regiment Nr. 169. Im Anschluss daran wurde Randow unter Verleihung des Charakters als Generalmajor zum Kommandanten von Darmstadt ernannt. In dieser Stellung war er 1913/14 auch gleichzeitig Kommandant des Truppenübungsplatzes Darmstadt.
Nach Ausbruch des Ersten Weltkriegs nahm Randow als Brigadekommandeur bei der 52. Reserve-Division an der Schlacht um Langemark teil. Danach war er vom 12. Dezember 1914 bis 19. August 1916 Kommandeur der 103. Reserve-Infanterie-Brigade und erhielt anschließend das Kommando über die 95. Reserve-Infanterie-Brigade. Am 8. Mai 1917 wurde Randow von seinem Kommando entbunden und mit der gesetzlichen Pension zur Disposition gestellt. Er wurde im Anschluss direkt wiederverwendet und war als Inspekteur der deutschen, österreichischen und türkischen Ausbildungstruppen der Südarmee tätig. Ende des Jahres kehrte Randow auf seinen alten Posten als Kommandant von Darmstadt zurück und wurde mit Kriegsende als Generalleutnant verabschiedet.
Als Altersruhesitz wählte er sich Freiburg im Breisgau, wo er am 23. April 1939 sein 65. Soldatenjubiläum beging.

### Familie
1884 heiratet er in Karlsruhe Louisida (Lulu) Barth (1862–1921), Tochter des Karl August Barth und der Charlotte Pfeuder. Mit ihr hatte er fünf Töchter, darunter:
- Erika Anna Luise Charlotte (1885–1932) ⚭ N.N. Bohne
- Else Anna Luise Charlotte (* 1886) ⚭ 1921 Carl Emmerling
- Charlotte Anna Luise Maria Sophie (* 1888) ⚭ 1909 Wolfgang Büdingen
- Loysa (* 1895)

## Auszeichnungen
- Kronenorden II. Klasse im Jahre 1909
- Roter Adlerorden II. Klasse mit Eichenlaub im Jahre 1913
- Eisernes Kreuz (1914) II. und I. Klasse
- Hessische Tapferkeitsmedaille
- Orden vom Zähringer Löwen, Kommandeur II. Klasse mit Schwertern
- Österreichisches Militärverdienstkreuz II. Klasse mit der Kriegsdekoration
- Verdienstorden Philipps des Großmütigen, Komtur I. Klasse
- Ordens Heinrichs des Löwen, Kommandeur II. Klasse
- Bayerisches Militärverdienstkreuz II. Klasse
- Reußisches Ehrenkreuz I. Klasse
- Oldenburgischer Haus- und Verdienstorden des Herzogs Peter Friedrich Ludwig, Großkomtur
- Preußisches Dienstauszeichnungskreuz